# New Brunswick
New Brunswick (Nederlands: Nieuw-Brunswijk, Frans: Nouveau-Brunswick) is een provincie van Canada. Het is de enige provincie die officieel tweetalig Engels-Frans is.

## Toponymie
New Brunswick werd in 1784 vernoemd ter ere van de toen regerende Britse vorst, koning George III, die tevens hertog van Brunswijk was.

## Geografie
New Brunswick wordt zowel tot de Maritieme Provincies als tot Atlantisch Canada gerekend. De provincie heeft een oppervlakte van 72.908 km². Het hoogste punt is de top van Mount Carleton (820 m). In de Fundybaai, die New Brunswick scheidt van de provincie Nova Scotia, vindt tweemaal per dag de getijdenbeweging met de grootste amplitude ter wereld plaats: gemiddeld 16 meter. Bij opkomend tij vloeit telkens 100 miljard ton zeewater binnen in de 290 kilometer lange baai. De provincie kent enkele relatief grote meren, waaronder Grand Lake en Lake Magaguadavic.
De hoofdstad van New Brunswick is Fredericton en de grootste stad is Saint John.
Andere steden zijn:
- Bathurst
- Campbellton
- Dieppe
- Edmundston
- Miramichi
- Moncton
- Woodstock

## Demografie
New Brunswick telt 749.168 inwoners (2006). In 2001 waren dat er 729.498.
Bevolkingssamenstelling van 2001:
| Bevolkingsgroep                        | Aantal  | Percentage |
| -------------------------------------- | ------- | ---------- |
| Franse Canadezen                       | 193.470 | 26,9%      |
| Engelse Canadezen                      | 165.235 | 23%        |
| Ierse Canadezen                        | 135.835 | 18,9%      |
| Schotse Canadezen                      | 127,635 | 17,7%      |
| Duitse Canadezen                       | 27.490  | 3,8%       |
| Acadiërs                               | 26.220  | 3,6%       |
| First Nations                          | 23.815  | 3,3%       |
| Nederlandse Canadezen                  | 13.355  | 1,9%       |
| Welsh Canadezen                        | 7620    | 1,1%       |
|                                        |         |            |
| Canadezen                              | 242.220 | 33,7%      |
| Canadees en een andere bevolkingsgroep | 173.585 | 24,1%      |

## Taal

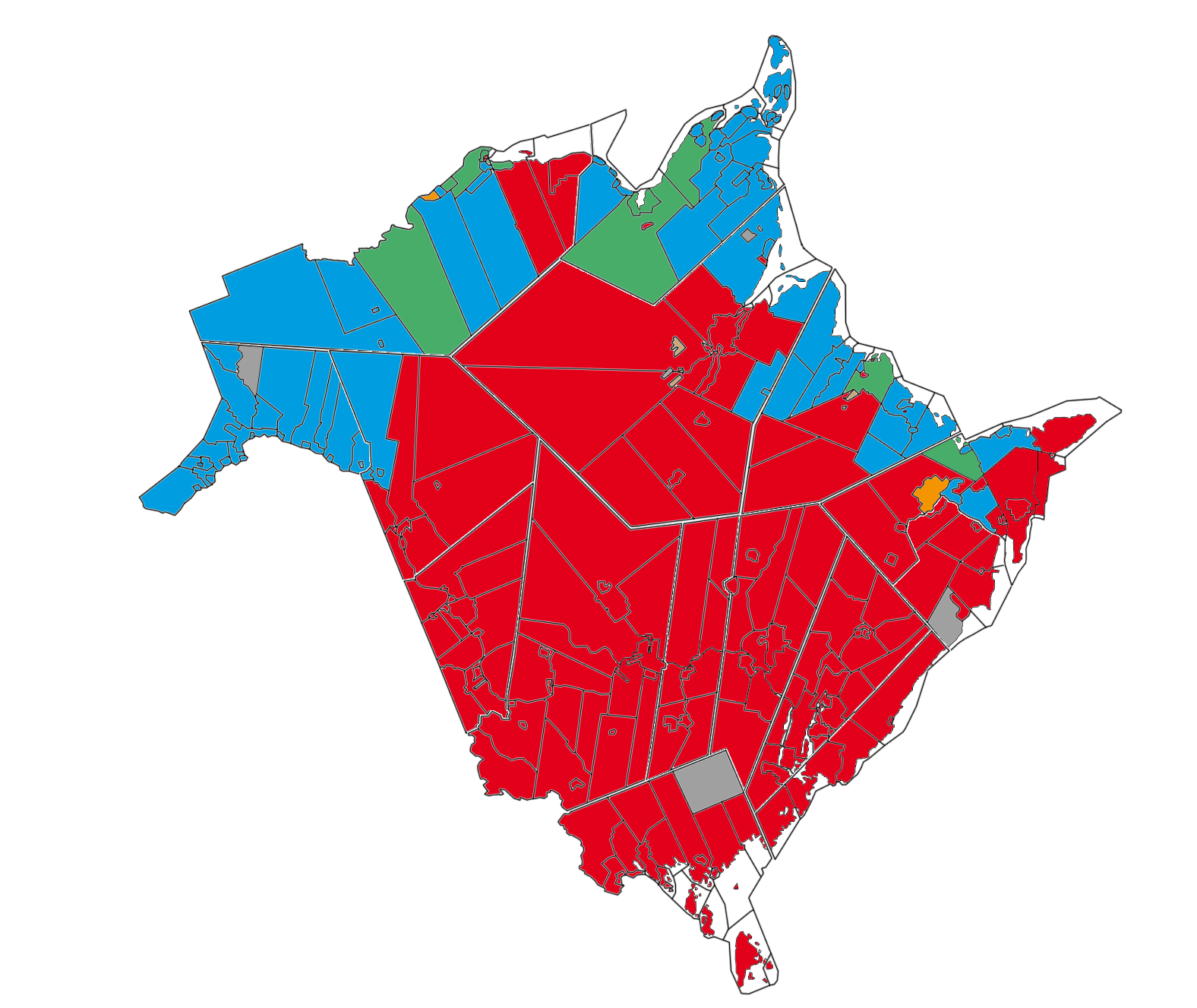
Grafische weergave (map van New Brunswick) van welke moedertaal door de meerderheid wordt gesproken. Rood en oranje geven een Engelstalige meerderheid aan. Blauw en groen geven een Franstalige meerderheid aan.

New Brunswick is officieel tweetalig, maar er worden ook andere talen als moedertaal gebruikt. Er is geen enkele andere taal die boven de 1% van de bevolking komt. De Canadese volkstelling van 2006 geeft de volgende top twaalf van moedertalen:
| 1.  | Engels     | 463.163 | 64,83% |
| 2.  | Frans      | 232.975 | 32,61% |
| 3.  | Míkmaq     | 2515    | 0,35%  |
| 4.  | Chinees    | 2160    | 0,30%  |
| 5.  | Duits      | 1935    | 0,27%  |
| 6.  | Nederlands | 1290    | 0,18%  |
| 7.  | Spaans     | 1040    | 0,15%  |
| 8.  | Arabisch   | 970     | 0,14%  |
| 9.  | Koreaans   | 630     | 0,09%  |
| 10. | Italiaans  | 590     | 0,08%  |
| 11. | Malecite   | 490     | 0,07%  |
| 12. | Perzisch   | 460     | 0,06%  |

## Religie
De overgrote meerderheid van New Brunswick belijdt het christendom. De Rooms-Katholieke Kerk is de grootste denominatie. Dit komt door de grote Franse invloed in het verleden. In de volkstelling van 2001 gaf de volgende aantallen en percentages:
- rooms-katholiek: 385.985 (54%)
- baptist: 80.490 (11%)
- United Church of Canada: 69.235 (10%)
- anglicaans: 58.215 (8%)
- pentecostaal: 20.155 (3%)
- moslim: 1,275 (0,2%)
- jood: 670 (0,1%)
- indiaan (aboriginal spirituality): 360 (0,1%)
- boeddhist: 545	(0,1%)
- hindoe: 475 (0,1%)
- onreligieus: 56.440 (7,8%)

De grootste groei van religieuze groepen tussen 1991 en 2001 vond plaats bij de moslims (410%) en beoefenaars van aboriginal spirituality (380%).

## Foto's

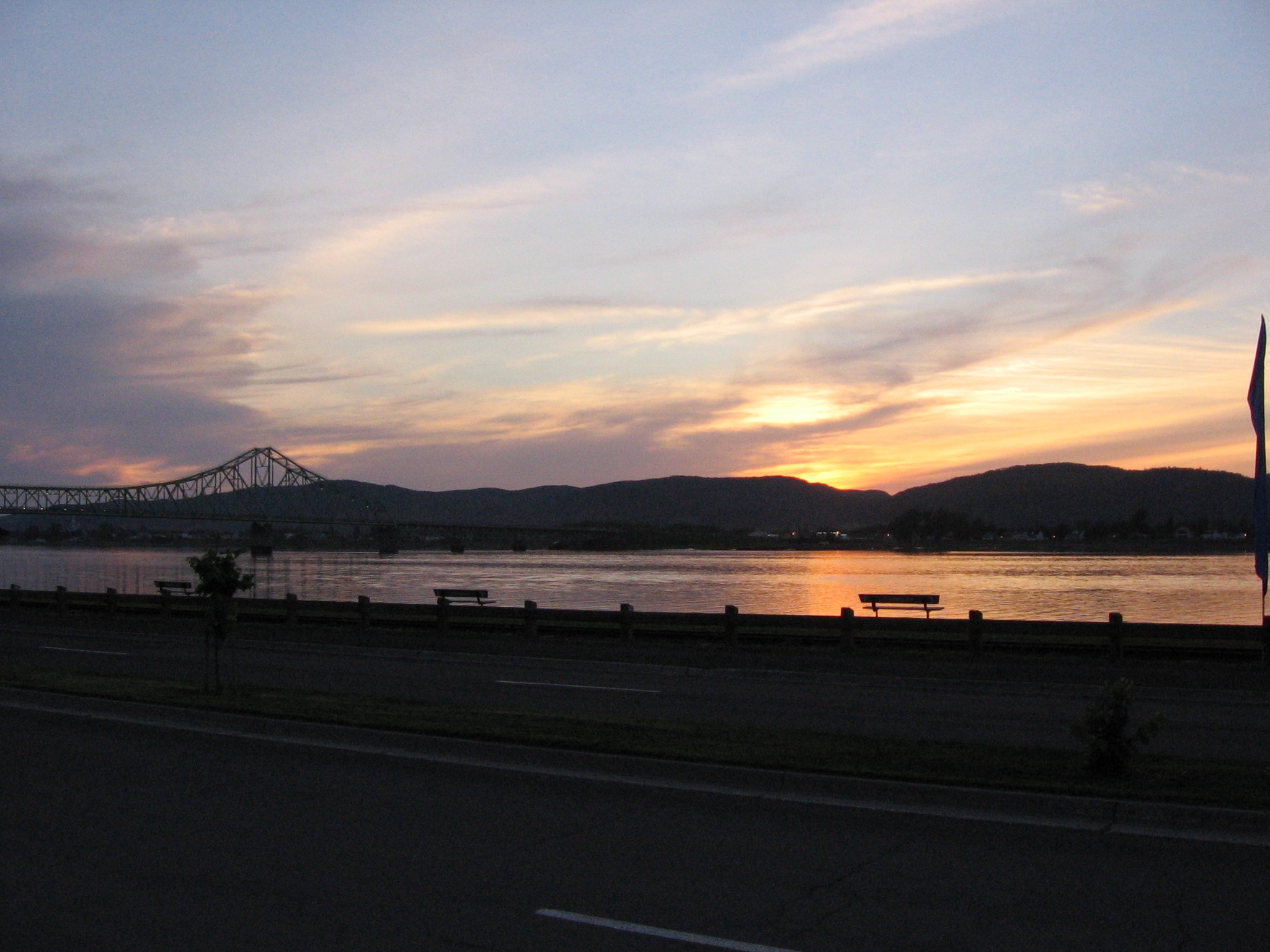
J.C. Van Horne Brug in Campbellton over de Restigouche Rivier
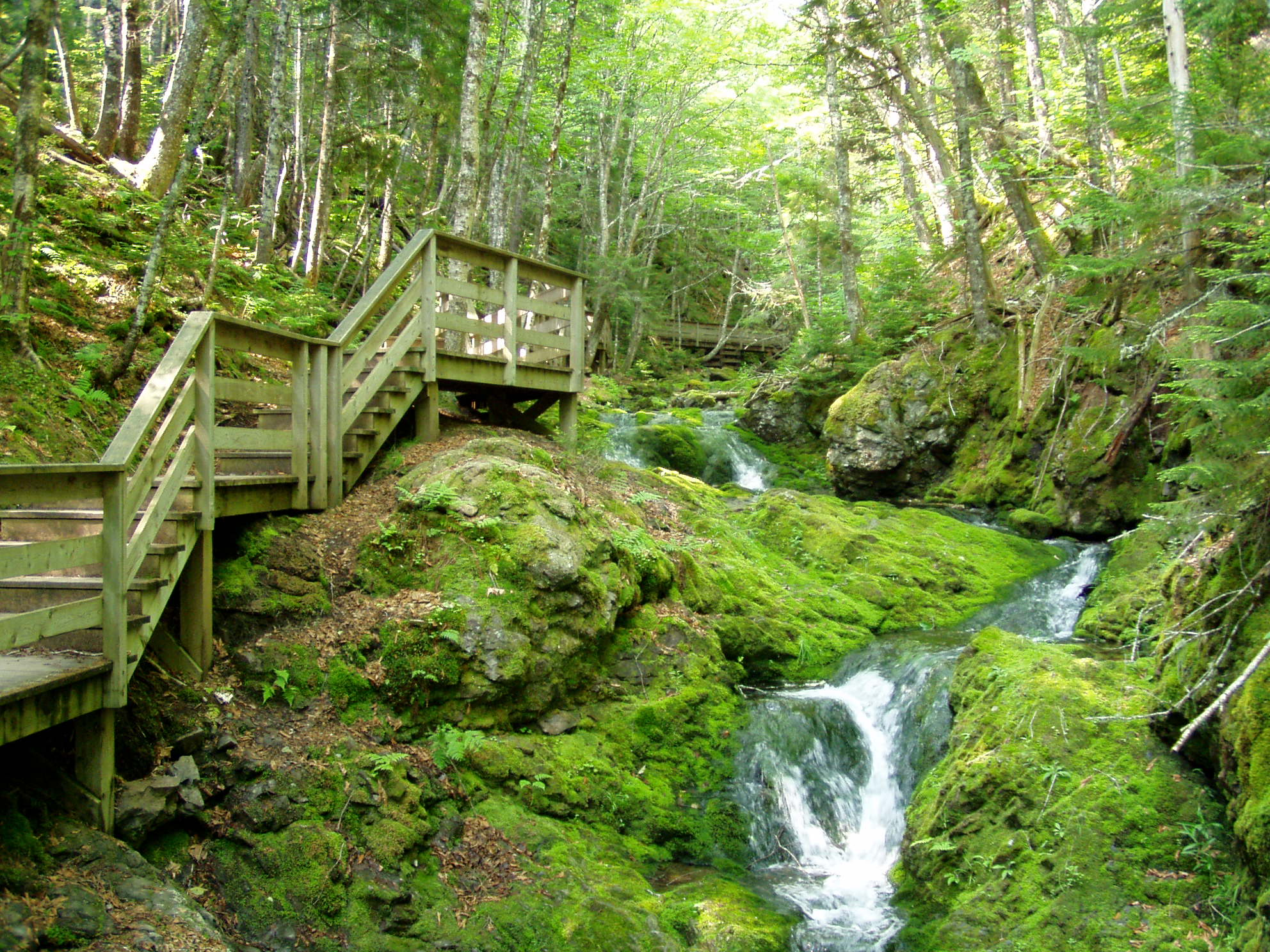
Dickson Falls, Fundy National Park
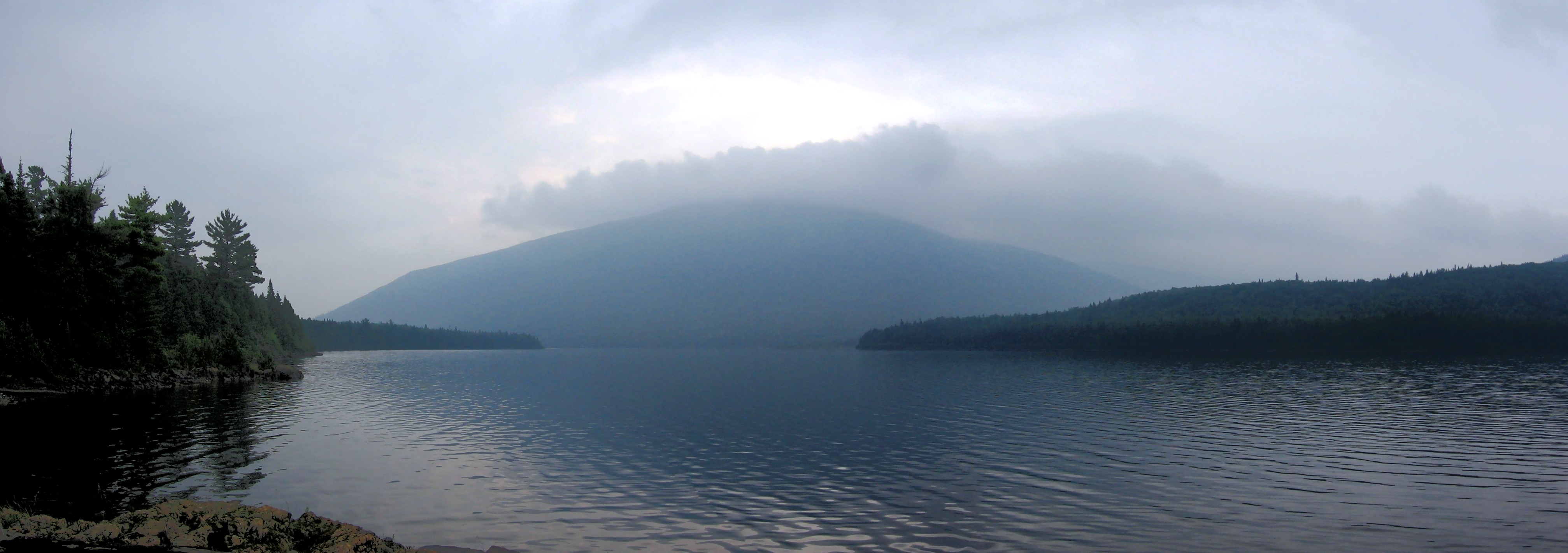
Mount Carleton
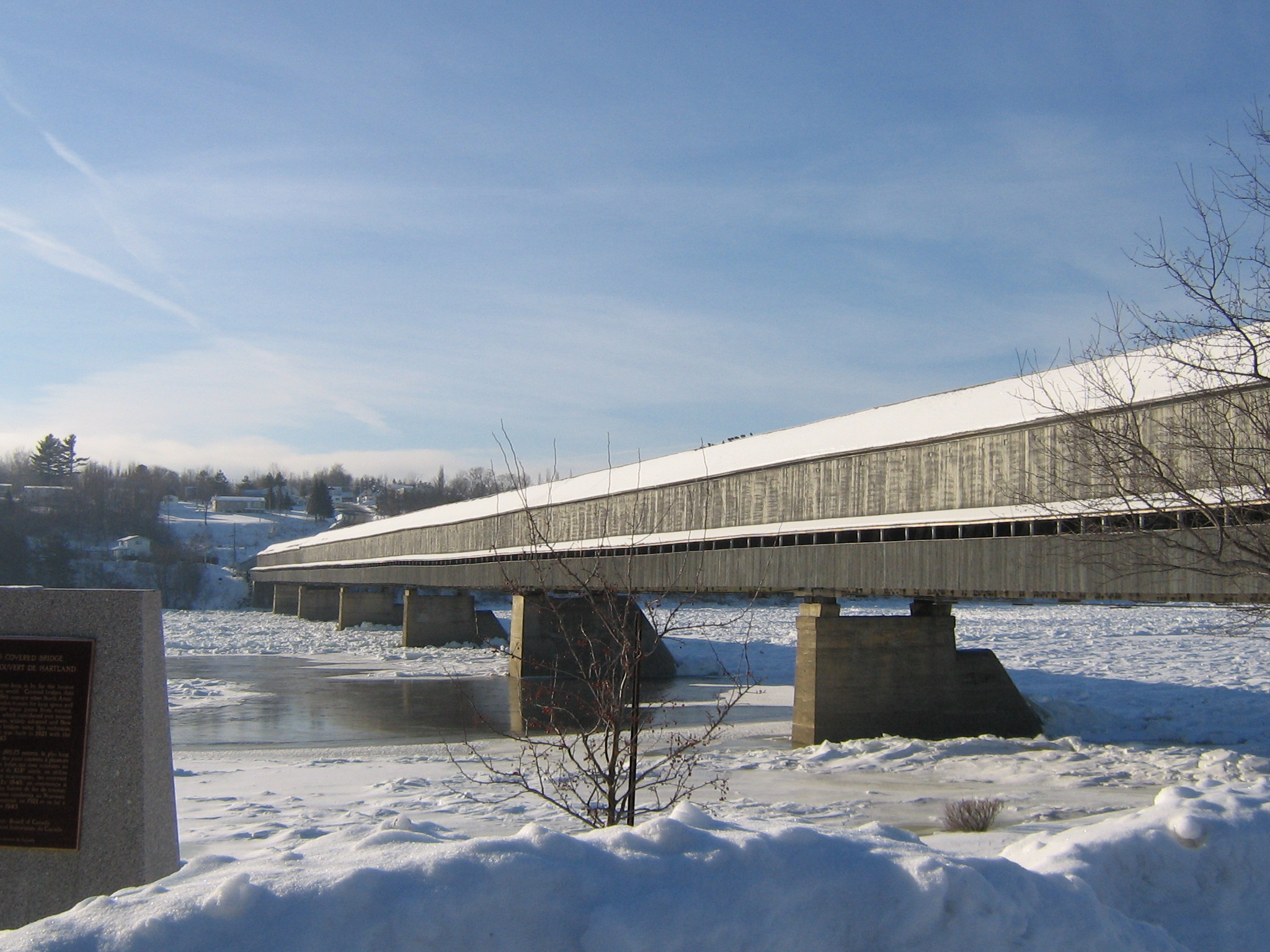
Hartland Bridge in de winter
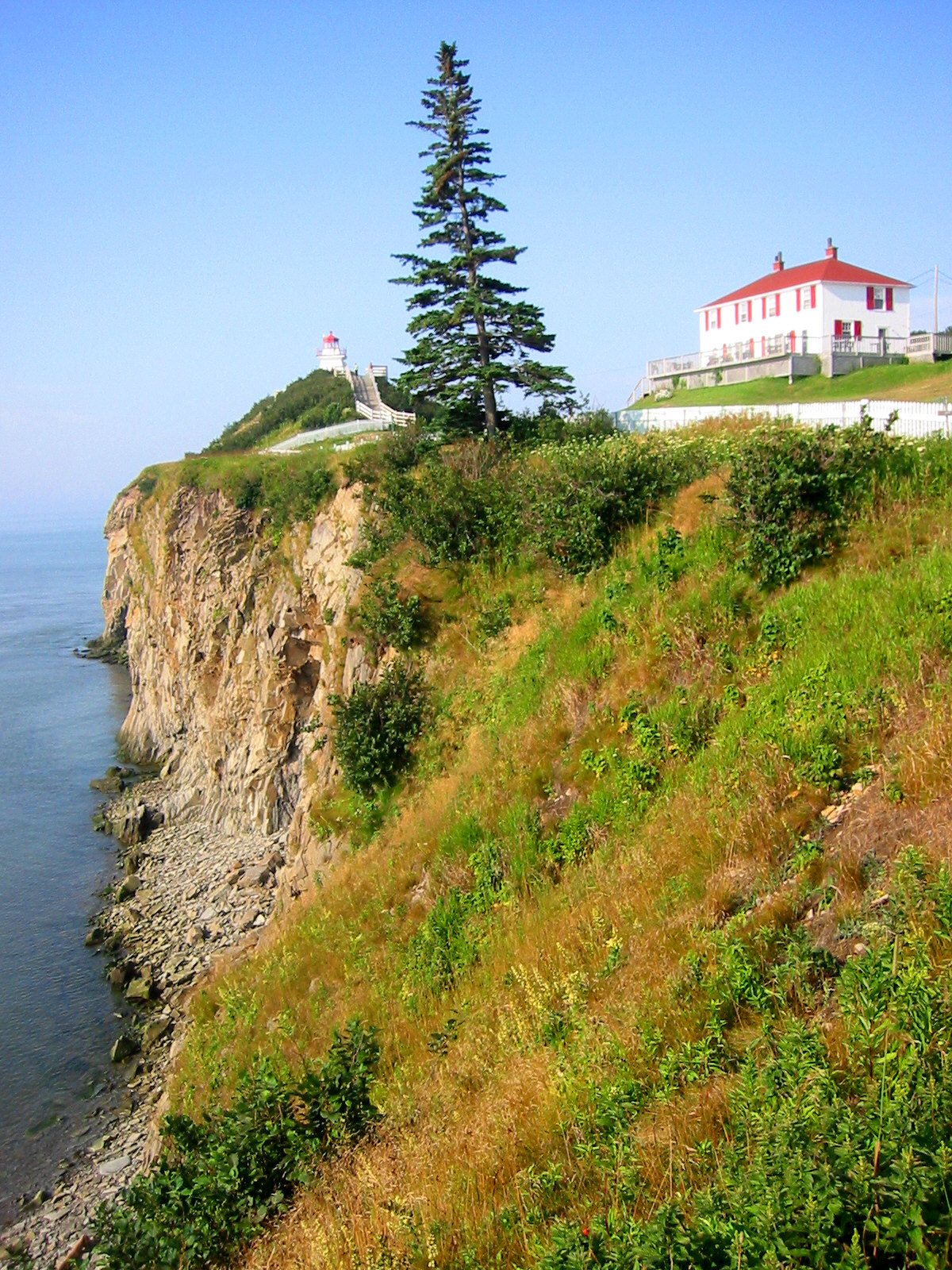
Cape Enrage
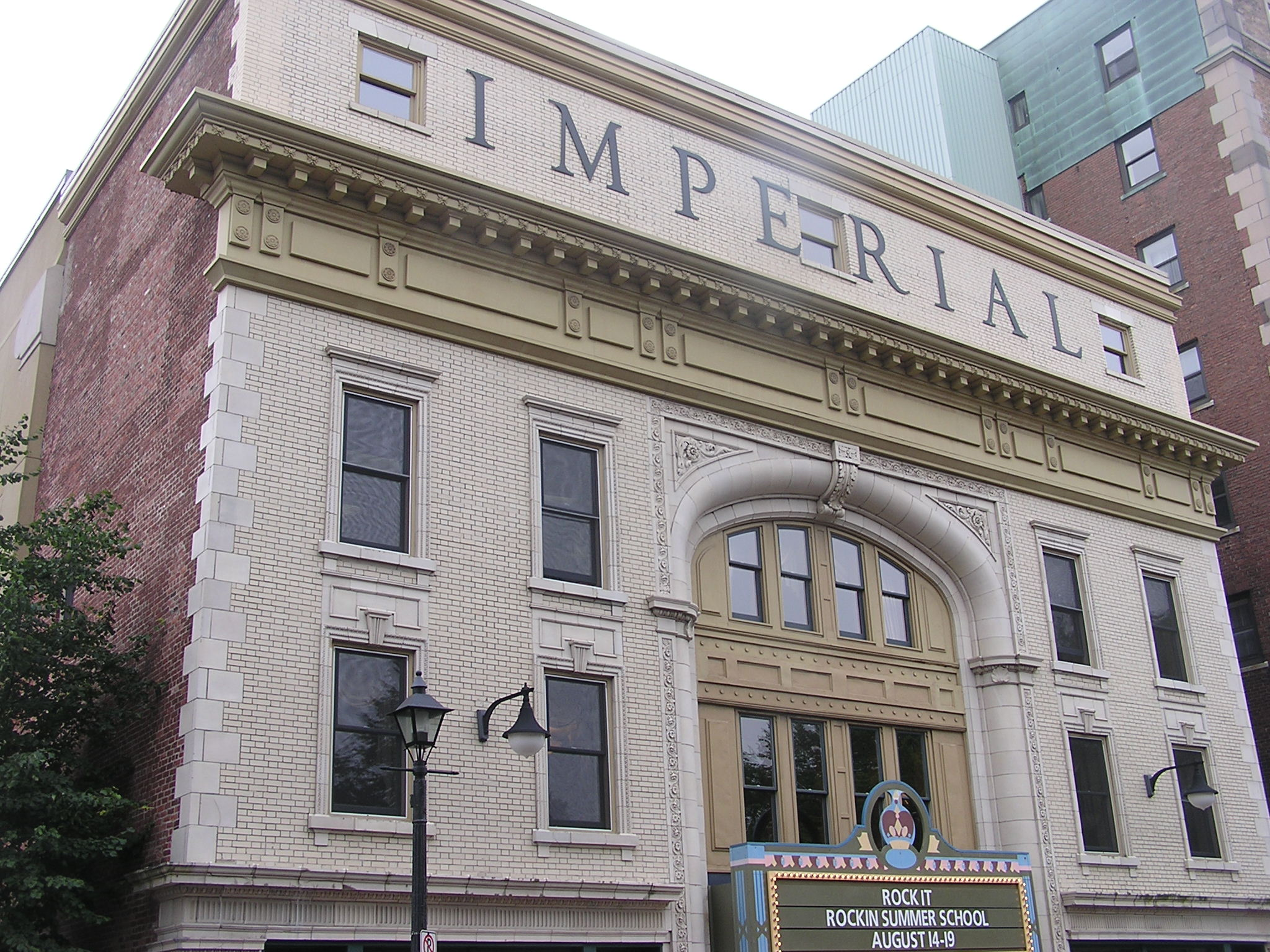
Imperial Theatre, Saint John